# Medal Oersteda

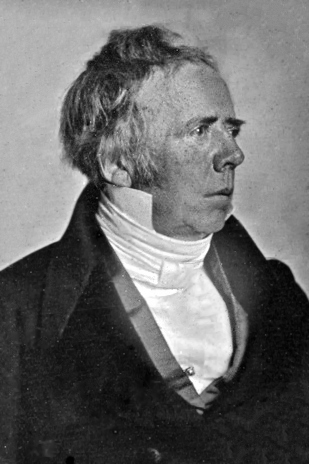
Hans Christian Ørsted (1777–1851)

Medal Oersteda – nagroda przyznawana od 1936 przez Amerykańskie Stowarzyszenie Nauczycieli Fizyki (ang. AAPT) za nauczanie fizyki. Nagroda ustanowiona na cześć Hansa Christiana Ørsteda.

## Wybitni laureaci
W gronie laureatów znalazło się kilkoro noblistów (do 2024 roku – ośmioro):

- 1940: Robert Millikan (nobel 1923)
- 1967: Edward Mills Purcell (nobel 1952)
- 1972: Richard Feynman (nobel 1965)
- 1982: Isidor Isaac Rabi (nobel 1944)
- 1988: Norman F. Ramsey (nobel 1989)
- 1993: Hans Bethe (nobel 1967)
- 2007: Carl Wieman (nobel 2001)
- 2009: George F. Smoot (nobel 2006).

Inni szeroko znani i wybitni laureaci Medalu – czasem nominowani do Nagrody Nobla – to np. Arnold Sommerfeld, Robert Resnick, Victor Weisskopf, John Archibald Wheeler, Carl Sagan, Freeman Dyson i Lawrence Krauss.

## Lista laureatów Medalu Oersteda
- 1936: William Suddards Franklin
- 1937: Edward Herbert Hall
- 1938: Alexander Wilmer Duff
- 1939: Benjamin Harrison Brown
- 1940: Robert Andrews Millikan
- 1941: Henry Crew
- 1943: George Walter Stewart
- 1944: Roland Roy Tileston
- 1945: Homer Levi Dodge
- 1946: Ray Lee Edwards
- 1947: Duane Roller
- 1948: William Harley Barber
- 1949: Arnold Sommerfeld
- 1950: Orrin H. Smith
- 1951: John W. Hornbeck
- 1952: Ansel A. Knowlton
- 1953: Richard M. Sutton
- 1954: Clifford N. Wall
- 1955: Vernet E. Eaton
- 1956: George Eugene Uhlenbeck
- 1957: Mark W. Zemansky
- 1958: J. W. Buchta
- 1960: Robert Wichard Pohl
- 1961: Jerrold R. Zacharias
- 1962: Francis Sears
- 1963: Francis L. Friedman
- 1964: Walter Christian Michels
- 1965: Philip Morrison
- 1966: Leonard Schiff
- 1967: Edward Mills Purcell
- 1968: Harvey E. White
- 1969: Eric M. Rogers
- 1970: Edwin C. Kemble
- 1971: Uri Haber-Schaim
- 1972: Richard Feynman
- 1973: Arnold Arons
- 1974: Melba Phillips
- 1975: Robert Resnick
- 1976: Victor Weisskopf
- 1977: H. Richard Crane
- 1978: Wallace A. Hilton
- 1979: Charles Kittel
- 1979: Paul E. Klopsteg
- 1980: Gerald Holton
- 1981: Robert Karplus
- 1982: Isidor Isaac Rabi
- 1983: John Archibald Wheeler
- 1984: Frank Oppenheimer
- 1985: Sam Treiman
- 1986: Stanley S. Ballard
- 1987: Clifford E. Swartz
- 1988: Norman Ramsey
- 1989: Anthony French
- 1990: Carl Sagan
- 1991: Freeman Dyson
- 1992: Eugen Merzbacher
- 1993: Hans Bethe
- 1994: E. Leonard Jossem
- 1995: Robert Beck Clark
- 1996: Donald F. Holcomb
- 1997: Daniel Kleppner
- 1998: Edwin F. Taylor
- 1999: David L. Goodstein
- 2000: John G. King
- 2001: Lillian C. McDermott
- 2002: David Hestenes
- 2003: Edward W. Kolb
- 2004: Lawrence Krauss
- 2005: Eugene D. Commins
- 2006: Kenneth Ford
- 2007: Carl E. Wieman
- 2008: Mildred Dresselhaus
- 2009: George F. Smoot
- 2010: nie przyznano
- 2011: F. James Rutherford
- 2012: Charles H. Holbrow
- 2013: Edward Redish
- 2014: Dean Zollman
- 2015: Karl Mamola
- 2016: John Winston Belcher
- 2017: Jan Tobochnik
- 2018: Barbara L. Whitten
- 2019: Gay Stewart
- 2020: David Sokoloff
- 2021: Shirley Ann Jackson
- 2023: S. James Gates
- 2024: Laura Greene
- 2025: Fred M. Goldberg